# Bruce Manning
Bruce Manning, född 15 juli 1902 i Cuddebackville (Deerpark), New York, död 3 augusti 1965 i Encino, Kalifornien, var en amerikansk författare som även arbetade som manusförfattare till filmer i Hollywood.
Manning medförfattade flera romaner tillsammans med sin fru Gwen Bristow. Deras första gemensamma roman The Invisible Host från 1930 omarbetades till film 1934 som The Ninth Guest.